# Olëkminsk
Olëkminsk (in russo Олёкминск?, talvolta anche Oljokminsk) è una città della Russia situata nella Sakha-Jacuzia, nella Siberia orientale, nell'Estremo Oriente russo, sulla sponda sinistra del fiume Lena, a 651 chilometri a sud ovest dalla capitale del territorio, Jakutsk. La città fu fondata nel 1635 da Pëtr Ivanovič Beketov e ricevette lo status di città nel 1783. La città dopo il crollo dell'Unione Sovietica ha avuto un lieve calo demografico: nel 1989 contava 11.478 abitanti, mentre nel 2007 contava solo 9.100 abitanti.

## Evoluzione demografica
| 1897  | 1959  | 1979   | 1989   | 2002   | 2010  |
| ----- | ----- | ------ | ------ | ------ | ----- |
| 1 178 | 7 600 | 10 600 | 11 478 | 10 003 | 8 485 |

## Clima
| Olëkminsk (1991-2020) Fonte: | Mesi         | Mesi         | Mesi         | Mesi         | Mesi         | Mesi        | Mesi        | Mesi        | Mesi         | Mesi         | Mesi         | Mesi         | Stagioni | Stagioni | Stagioni | Stagioni | Anno  |
| Olëkminsk (1991-2020) Fonte: | Gen          | Feb          | Mar          | Apr          | Mag          | Giu         | Lug         | Ago         | Set          | Ott          | Nov          | Dic          | Inv      | Pri      | Est      | Aut      | Anno  |
| ---------------------------- | ------------ | ------------ | ------------ | ------------ | ------------ | ----------- | ----------- | ----------- | ------------ | ------------ | ------------ | ------------ | -------- | -------- | -------- | -------- | ----- |
| T. max. media (°C)           | −26,0        | −19,9        | −7,7         | 4,0          | 13,8         | 23,0        | 25,1        | 21,3        | 11,8         | −0,5         | −16,4        | −26,8        | −24,2    | 3,4      | 23,1     | −1,7     | 0,1   |
| T. media (°C)                | −30,0        | −25,4        | −14,8        | −2,4         | 7,4          | 15,9        | 18,5        | 14,7        | 6,2          | −4,7         | −20,4        | −30,5        | −28,6    | −3,3     | 16,4     | −6,3     | −5,5  |
| T. min. media (°C)           | −33,9        | −30,3        | −21,6        | −8,9         | 1,1          | 8,7         | 12,2        | 8,9         | 1,3          | −8,7         | −24,4        | −34,3        | −32,8    | −9,8     | 9,9      | −10,6    | −10,8 |
| T. max. assoluta (°C)        | 2,0 (1979)   | 1,0 (1998)   | 11,2 (1953)  | 18,8 (1934)  | 31,1 (1992)  | 35,4 (1991) | 36,5 (1961) | 37,7 (1986) | 26,6 (1944)  | 18,2 (1943)  | 6,1 (1978)   | −0,7 (1951)  | 2,0      | 31,1     | 37,7     | 26,6     | 37,7  |
| T. min. assoluta (°C)        | −60,1 (1907) | −57,6 (1891) | −47,4 (1937) | −35,1 (1914) | −16,1 (1905) | −4,7 (1999) | 0,2 (1978)  | −4,7 (2016) | −13,7 (1992) | −32,1 (1882) | −49,1 (1998) | −57,2 (1930) | −60,1    | −47,4    | −4,7     | −49,1    | −60,1 |
| Nuvolosità (okta al giorno)  | 8,6          | 8,3          | 7,9          | 7,9          | 8,4          | 8,0         | 7,9         | 7,9         | 8,3          | 8,9          | 8,7          | 8,5          | 8,5      | 8,1      | 7,9      | 8,6      | 8,3   |
| Precipitazioni (mm)          | 17           | 14           | 10           | 10           | 36           | 40          | 58          | 56          | 43           | 21           | 23           | 19           | 50       | 56       | 154      | 87       | 347   |
| Giorni di pioggia            | 0            | 0            | 0,2          | 3,0          | 15,0         | 16,0        | 15,0        | 15,0        | 17,0         | 5,0          | 0,1          | 0,0          | 0,0      | 18,2     | 46,0     | 22,1     | 86,3  |
| Nevicate (cm)                | 36           | 43           | 47           | 29           | 1            | 0           | 0           | 0           | 0            | 4            | 17           | 27           | 106      | 77       | 0        | 21       | 204   |
| Giorni di neve               | 27           | 24           | 18           | 13           | 6            | 1           | 0           | 0           | 5            | 23           | 27           | 27           | 78       | 37       | 1        | 55       | 171   |
| Giorni di nebbia             | 2            | 0,3          | 0,2          | 0,2          | 1,0          | 2,0         | 4,0         | 8,0         | 5,0          | 2,0          | 2,0          | 2,0          | 4,3      | 1,4      | 14,0     | 9,0      | 28,7  |
| Umidità relativa media (%)   | 80           | 79           | 71           | 60           | 57           | 63          | 69          | 74          | 75           | 77           | 82           | 80           | 79,7     | 62,7     | 68,7     | 78       | 72,3  |
| Vento (direzione-m/s)        | SW 1,9       | SW 2,1       | W 2,4        | W 2,9        | W 3,0        | NE 2,5      | NE 2,3      | NE 2,2      | W 2,4        | W 2,6        | SW 2,2       | SW 2,1       | 2,0      | 2,8      | 2,3      | 2,4      | 2,4   |